# Горно-Бадахшанский областной комитет КП Таджикистана
Горно-Бадахшанский областной комитет КП Таджикистана - орган управления партийной организацией Горно-Бадахшанской автономной области — Автономная область Горного Бадахшана (АОГБ) в составе Таджикской АССР (16.10.1929 преобразована в ТаджССР) была образована 2 января 1925 года с центром в Хороге, 5 декабря 1936 г. была переименована в Горно-Бадахшанскую автономную область (Ранее Памирский округ Ферганской области Автономной Туркестанской ССР — автономное образование в составе РСФСР).

## История
Памирское партийное бюро ЦК КП(б) как Памирское партийное бюро КП(б) Туркестана образовано 3 августа 1924 года, затем было переименовано в Памирское партийное бюро КП(б) Узбекистана (1.1925), после 25 ноября 1929 г. преобразовано в Памирское партийное бюро КП(б) Таджикистана — упразднено 10 ноября 1930 г. согласно Постановление III Областной конференции КП(б) Таджикистана Автономной области Горного Бадахшана (см список председателей).
Областной комитет КП(б) - КП Таджикистана Горно-Бадахшанской автономной области образовано 17 ноября 1930 г. согласно Постановление I пленума Областного комитета КП(б) Таджикистана Автономной области Горного Бадахшана — упразднено 21.09.1991 (см список 1-х секретарей).

## Председатели Памирского партийного бюро ЦК КП(б) … — Первые секретари Горно-Бадахшанского обкома КП(б) — КП Таджикистана
- 1924—1925 гг. — Рамзи (Абдуллаев) Маннон — председатель Памирского партийного бюро КП(б) Туркестана — Туркестана[1][2]
- 1925 г. — Герасимов К. М. председатель Памирского партийного бюро КП(б) Узбекистана[1][2]
- 1925—1926 гг. — Дудников М. К. — председатель Памирского партийного бюро КП(б) Узбекистана[1][2]
- 1926 г. — Клявин Х. Д. — председатель Памирского партийного бюро КП(б) Узбекистана[1][2]
- 1926—1928 гг. — Панов — председатель Памирского партийного бюро КП(б) Узбекистана[1][2]
- 11.1928 г. — Моисеенко, Константин Александрович — председатель Памирского партийного бюро КП(б) Узбекистана[1][2]
- —10.11.1930 г. — Бакиев, Хурам — председатель Памирского партийного бюро КП(б) Таджикистана[1][2]
- 17.11.1930-10.1937 гг. — Бакиев, Хурам — ответственный — первый секретарь Горно-Бадахшанского обкома[1][2]
- 1937—1938 гг. — Нодир Шанбезода — первый секретарь Горно-Бадахшанского обкома
- март-апрель 1938 гг. — Волчков, Иван Фадеевич
- 1938—1941 гг. — Кузнецов, Андрей Александрович — первый секретарь Горно-Бадахшанского обкома[1][2]
- 1941—1944 гг. — Прищепа Михаил Михайлович — первый секретарь Горно-Бадахшанского обкома[1][2]
- 01.1945—1945 Рогаткин Николай Иванович — первый секретарь Горно-Бадахшанского обкома[1][2]
- 1945—1948 гг. — Гадолиев, Курбоншо — первый секретарь Горно-Бадахшанского обкома[1][2]
- 1948—1949 гг. — Исаев, Таджитдин — первый секретарь Горно-Бадахшанского обкома[1][2]
- 1949—1950 гг. — Ашуров Нигмат — первый секретарь Горно-Бадахшанского обкома[1][2]
- 1950—1951 гг. — Бурханов, Исмаил — первый секретарь Горно-Бадахшанского обкома[1][2]
- 1951—08.1956 гг. — Турсунов, Рахимбобо — первый секретарь Горно-Бадахшанского обкома[1][2]
- 08.1956—04.1961 гг. — Абдуллаев, Наджмидин Пашаевич — первый секретарь Горно-Бадахшанского обкома[1][2]
- 04.1961—09.1963 гг. — Джавов Гризи Джавович — первый секретарь Горно-Бадахшанского обкома[1][2]
- 09.1963—04.1970 гг. — Назаршоев Моёншо Назаршоевич — первый секретарь Горно-Бадахшанского обкома[1][2]
- 04.1970—15.12.1978 гг. — Давляткадамов Хушкадам — первый секретарь Горно-Бадахшанского обкома[1][2]
- 15.12.1978—05.06.1982 гг. — Бабаев Аловиддин Ишанович — первый секретарь Горно-Бадахшанского обкома[1][2]
- 05.06.1982—11.04.1987 гг. — Заиров Мухиддин Заирович — первый секретарь Горно-Бадахшанского обкома[1][2]
- 11.04.1987—21.09.1991 гг. — Бекназаров, Соибназар — первый секретарь Горно-Бадахшанского обкома[1][2]